# Aplasta
Aplasta là một chi bướm đêm thuộc họ Geometridae.

## Các loài
- Aplasta ononaria – Rest Harrow (Fuessly, 1783)